# Textos funerarios del Antiguo Egipto

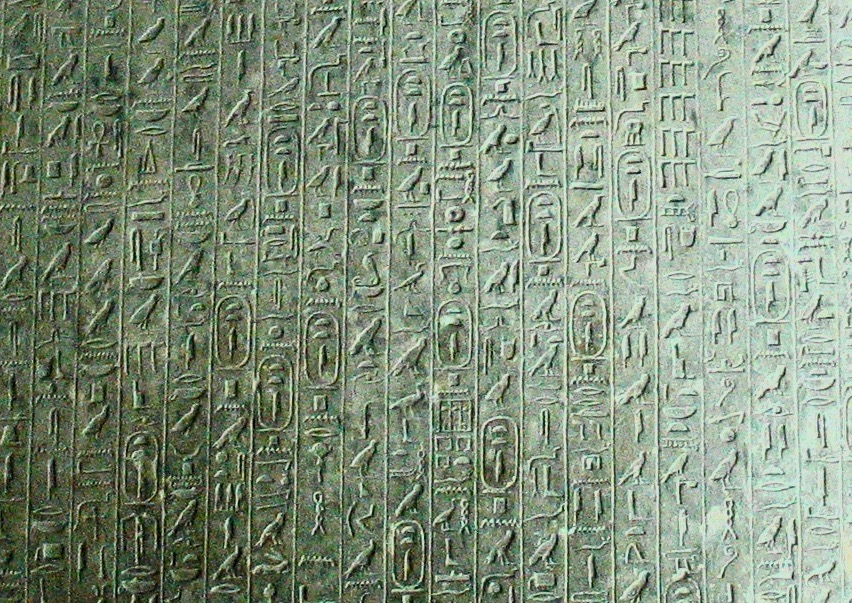
Texto piramidal en la pirámide de Teti en Saqqara, Egipto.

La bibliografía que conforma los Textos funerarios del Antiguo Egipto es una recopilación de documentos religiosos que se utilizaron en el Antiguo Egipto; en general, se consideraba que su uso contribuía a preservar el espíritu del fallecido en el más allá. 
Estos textos evolucionaron a lo largo del tiempo, comenzando por los Textos de las Pirámides de los entierros reales en el Imperio Antiguo, hasta los Textos de los Sarcófagos del Imperio Medio, los diversos libros del Imperio Nuevo y de épocas posteriores. Con el paso del tiempo, su uso se extendió a las clases nobles y posteriormente a la población en general (al menos a aquellos que podían costear los rituales de enterramiento).

## Imperio Antiguo
En un principio, los textos funerarios del Imperio Antiguo se reservaban exclusivamente para el rey, pero hacia el final del período se comenzaron a utilizar en las tumbas de las esposas reales.

## Imperio Medio
Se trata de una recopilación de conjuros funerarios escritos en sarcófagos a partir del Primer período intermedio. En parte, los textos derivan de los anteriores textos de las pirámides, pero incorporan una gran cantidad de elementos relacionados con deseos cotidianos, lo cual refleja su uso popular en esta época. Debido a que los egipcios que tenían el poder económico para adquirir un sarcófago sin pertenecer a la realeza podían acceder ahora a estos conjuros funerarios, el faraón ya no tenía los derechos exclusivos de la vida en el más allá.

## Imperio Nuevo
- Libro de los Muertos
- Libro del Amduat
- Conjuro de las Doce Cuevas
- Libro de las Puertas
- Libro del Inframundo
- Libro de las Cavernas
- Libro de la Tierra
- Letanía de Ra

### Imperio Nuevo Tardío
- Libros del Paraíso

Tras el Periodo amarniense, se comenzó a utilizar un nuevo conjunto de textos funerarios. Estos textos se enfocan en las representaciones de Nut, la diosa del cielo, y representan la travesía del sol por su cuerpo, dando a luz al sol rejuvenecido por la mañana. Desde la tumba de Ramsés IV en adelante, se colocaban juntos dos de estos Libros del Paraíso en el techo de las tumbas reales.
- Libro de Nut
- Libro del Día
- Libro de la Noche
- Libro de la Vaca Sagrada

## Período Tardío
- Libros de las Respiraciones

## Período Ptolemaico
Libro de la Travesía de la Eternidad